# Malegassenkielralle
Die Malegassenkielralle (Zapornia olivieri, Synonyme: Amaurornis olivieri, Porzana olivieri), auch als Malegassensumpfhuhn bezeichnet, ist eine Rallenart, die im westlichen Zentral-Madagaskar endemisch ist. Das Artepitheton olivieri bezieht sich auf Achille Henri Raymond Marcel Olivier (1879–1945), einem französischen Kolonialverwalter, der von 1924 bis 1929 Generalgouverneur von Madagaskar war.

## Merkmale
Die Malegassenkielralle erreicht eine Körperlänge von 19 cm. Die Flügellänge beträgt 102 bis 112 mm, die Schwanzlänge 47 bis 61 mm, die Tarsuslänge 35 bis 41 mm und die Schnabelfirstlänge 24 bis 29,5 mm. Beim adulten Männchen sind Kopf, Hals und Unterseite schiefergrau und haben eine bläuliche Tönung. Der Bereich vom Mantel über die Schulterblätter bis zu den Oberschwanzdecken ist dunkel rostbraun. Der Schwanz ist rußschwarz. Die Schwungfedern und die Deckfedern sind dunkel graubraun mit olivgrauen Säumen. Die Schirmfedern und übrigen Oberflügeldecken sind dunkel olivbraun. Die Unterflügeldecken und Achseln sind dunkel olivbraun. Der Schnabel ist gelblich grün. Die Augen sind leuchtend dunkelrot. Der Augenring ist orange-rot oder rosa. Die Beine sind hell rosa-rot. Die Krallen sind braun. Beim Weibchen ist der Bereich vom Mantel über die Schulterblätter bis zu den Oberschwanzdecken hell bräunlich-oliv und stumpfer als beim Männchen. Die Beine sind heller rosa-rot. Die juvenilen Vögel ähneln den adulten Vögeln. Der Kopf, der Hals und die Unterseite sind bei ihnen hellgrau. Der Mantel, die Schulterblätter und die Oberseite bis zu Oberschwanzdecken sind hell olivbraun. Der Schnabel ist hell gelblichbraun. Die Augen sind leuchtend orangerot mit schwarzem Augenring. Die Beine sind hellbraun bis rosafarben. Die Krallen sind braun. Küken sind im Alter von weniger als zwei Wochen oben und unten mit schwarzem Flaum bedeckt. Bei ihnen ist der Schnabel schwarz und die Basis des Oberschnabels rosa-weiß. Die Augen sind schwarz mit auffallend schwarzem, nacktem Augenring. Die Beine sind schwarz bis hell rosafarben.

## Systematik
Die Malegassenkielralle wurde 1929 von Guillaume Grandidier und Jacques Berlioz als Porzana olivieri erstbeschrieben. Anschließend kam sie in die Gattung Amaurornis und 2002 in die Gattung Zapornia. Als nächste Verwandte gilt die Schwarzkielralle (Zapornia flavirostra), die in Afrika vorkommt.

## Lebensraum

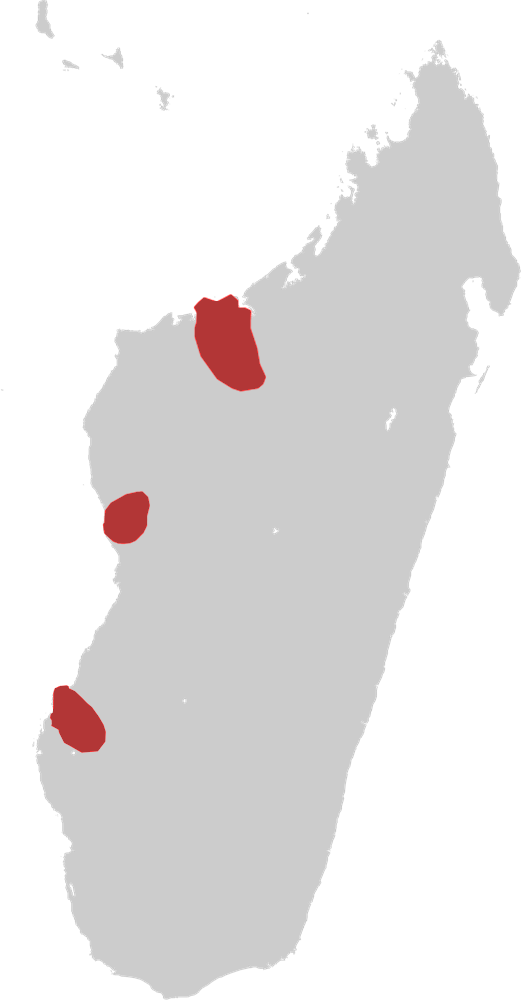
Verbreitungsgebiet (rot) der Malegassenralle

Die Malegassenkielralle bewohnt Sumpfgebiete mit starker lokaler Wasserbewegung, wobei diese eine Mischung aus offenem Gewässer und Flecken mit schwimmender Vegetation aufweisen können. Der dominierende Pflanzenbewuchs besteht aus Salvinia hastata, Seerosen (Nymphaea), in einigen Gebieten aus der invasiven Dickstieligen Wasserhyazinthe und angrenzendem dichten Schilfbewuchs (Phragmites mauritianus) als Schutz.

## Lebensweise
Die Malegassenkielralle bewegt sich während der Nahrungssuche langsam auf der schwimmenden Vegetation, wobei sie sich zwischen Schilfrohr-Stängeln aufhält und exponierte Lebensräume meidet, die von anderen Rallen genutzt werden. Sie dreht die Stängel von Salvinia hastata, vermutlich um im Wasser lebende Wirbellose zu fangen.
Nester mit Eiern wurden im März, Oktober und November gefunden, Küken im März, Juli und November. Die Nester wurden in Wassernähe in sumpfigen Gebieten angelegt; eines befand sich 50 cm über dem Boden in Rohrkolben (Typha), zwei in tiefen Schilfrohr-Tunneln 50 cm bzw. 70 cm über dem Wasserspiegel und ein weiteres auf einer schwimmenden Insel aus abgestorbenen Schilfrohr-Blättern und trockenen Salvinia-hastata-Blättern. Das Gelege besteht aus zwei bis drei Eiern, die cremefarben mit brauner Zeichnung sind. Ihre durchschnittlichen Maßangaben betragen 34,3 mm × 27,9 mm. Küken im Daunenkleid sind schwarz. Weitere Informationen zum Fortpflanzungsverhalten liegen nicht vor.

## Lautäußerungen
Die üblichen Rufe bestehen aus Tönen, die sich tic-tic oder tic-tic-tic huaww anhören. Begleitet werden diese durch ein Aufwärtswippen des Schwanzes. Kontaktrufe umfassen ein truwrurururururururu, das alle 4 bis 6 Sekunden wiederholt wird. Die Küken machen oft sehr laute kiouw-Rufe, die als 3 bis 5 Sekunden wiederholt werden.

## Status
Die Malegassenkielralle stand 1994 in der Kategorie „vom Aussterben bedroht“ (critically endangered) in der IUCN Red List. 2004 wurde der Status auf „stark gefährdet“ (endangered) geändert. 2021 wurde die Gesamtpopulation auf 250 bis 1000 Exemplare geschätzt. Nach der Erstbeschreibung im Jahr 1929 wurden 1930 und 1962 Exemplare in Ambararatabe bei Soalala beziehungsweise in Nosy-Ambositra am Fluss Mangoky gefangen. Bis 1995 gab es keine weiteren Beobachtungen am Lac Bemamba. Im November 2002 wurden zwei adulte Tiere und ein Paar mit Jungen am Lac Ampandra beobachtet, wobei erstmals lebende Exemplare dieser Art fotografiert werden konnten. Bei einer Erhebung zwischen August 2003 und November 2006, bei der 36 potenziell geeignete Feuchtgebiete im gesamten bekannten Verbreitungsgebiet aufgesucht wurden, wurde die Art am Kinkony-See, Ampandra-See, Amparihy-See, Sahapy-See und Mandrozo-See gefunden. An jedem Standort war die Population jedoch mit 12 bis 39 Individuen klein. Die Gesamtzahl der gesichteten Vögel belief sich auf 100, und die Gesamtpopulation an den fünf Standorten wurde auf 215 Individuen geschätzt. Die größten Bedrohungen sind offenbar der Verlust von Lebensraum durch die Umwandlung von Feuchtgebieten in Reisfelder und durch Brände, Störungen durch Fischer und Menschen aus den örtlichen Dörfern sowie die Jagd. Weitere mögliche Bedrohungen sind hydrologische Veränderungen und die Auswirkungen von eingeführten Fischen.